# Sybrida amethystalis
Sybrida amethystalis är en fjärilsart som beskrevs av Ghesquière 1942. Sybrida amethystalis ingår i släktet Sybrida och familjen mott. Inga underarter finns listade i Catalogue of Life.